# Supercoppa di Croazia 2014
La Supercoppa di Croazia 2014 è stata l'11ª edizione di tale competizione. Si è disputata l'11 luglio 2014 allo Stadio Cantrida di Fiume. La sfida ha visto contrapposti la Dinamo Zagabria, campione di Croazia, e il Rijeka, trionfatore nella Coppa di Croazia 2013-2014. Proprio questi ultimi, grazie ad un parziale di 2-1, sono riusciti a conquistare per la prima volta nella loro storia questo trofeo.

## Tabellino
| Arbitro: | Zlatko Šimčić (Koprivnica) |

|                          |           |            |
| Samardžič 11’ Moisés 70’ | Marcatori | 39’ Sigali |